# Стеллерова корова
Морская корова, или сте́ллерова коро́ва, или также капу́стница (лат. Hydrodamalis gigas) — истреблённое человеком млекопитающее отряда сирен. Открыта в 1741 году экспедицией Витуса Беринга. Русское название получила в честь натуралиста Георга Стеллера, врача экспедиции, на описаниях которого базируется значительная часть информации об этом животном.
Стеллерова корова обитала только у побережья Командорских островов, хотя современные палеонтологические данные говорят, что в доисторическую эпоху её ареал был заметно шире. Последовавшее вслед за открытием хищническое истребление ради вкусного мяса привело к полному исчезновению этого животного к 1768 году.
Стеллерова корова была животным очень крупных размеров. По длине и массе тела она, вероятно, превосходила всех остальных водных млекопитающих, кроме китообразных (достигая 7—8 м длины, пяти и более тонн веса) и своего ближайшего родственника и вероятного предка — гидродамалиса Куэста (длина тела более 9 м при вероятной массе до 10 тонн). Капустница вела малоподвижный образ жизни, держась в основном близ берега; по-видимому, она не была способна нырять. Кормом стеллеровой корове служили исключительно морские водоросли, прежде всего ламинария («морская капуста»). Поведение данного животного отличалось медлительностью, апатичностью и отсутствием страха перед человеком. Эти факторы, облегчавшие людям добычу коров, способствовали её быстрому исчезновению. Сыграла роль и невысокая общая численность коров на момент открытия — всего около двух тысяч.
Появляющиеся изредка сообщения о наблюдении морских коров в ряде районов Камчатского края не подтверждены. В музеях всего мира сохраняется значительное количество костных остатков капустниц, в том числе несколько полных скелетов, а также кусков их кожи.

## История открытия

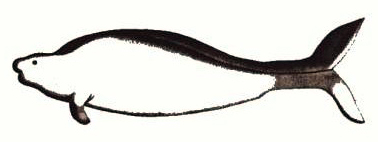
Зарисовка самки стеллеровой коровы, описанной и измеренной Г. Стеллером. Считается единственным изображением коровы, сделанным с натуры

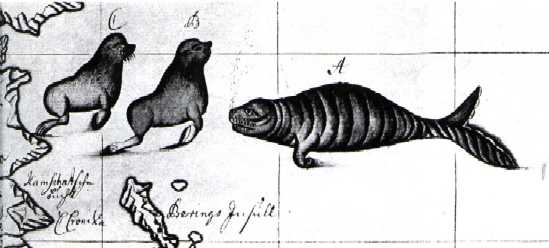
Морская корова Стеллера. Рисунок Плениснера в книге воспоминаний Свена Вакселя

Впервые люди увидели морских коров в ноябре 1741 года (если не считать гипотетических контактов с ними доисторических обитателей Азии и Северной Америки и/или более поздних аборигенных народов Сибири), когда судно командора Витуса Беринга «Святой Пётр», совершавшее экспедиционное плавание, потерпело крушение при попытке встать на якорь у острова, впоследствии названного именем Беринга.
Георг Стеллер, натуралист и врач экспедиции, был единственным специалистом с естественнонаучным образованием, кто лично видел и описал этот вид. После кораблекрушения он заметил с берега в море несколько больших продолговатых предметов, похожих издали на днища перевёрнутых лодок, и вскоре понял, что видел спины крупных водных животных. Однако первая корова была добыта людьми из этой экспедиции лишь в конце их десятимесячного пребывания на острове, за шесть недель до отплытия. Употребление в пищу мяса морских коров очень помогло путешественникам, поддержав их силы во время трудоёмкой постройки нового судна.
Большинство более поздних сообщений основывается на работе Стеллера «О зверях морских» (лат. De bestiis marinis), впервые изданной в 1751 году. Стеллер полагал, что имеет дело с ламантином (лат. Trichechus manatus), и в своих записках отождествил морскую корову с ним, утверждая, что это то самое животное, которое в испанских владениях в Америке называют «манат» (исп. manati). В качестве нового вида морскую корову описал известный немецкий зоолог Э. Циммерман в 1780 году. Ставшее общепризнанным биноминальное название Hydrodamalis gigas (родовое название буквально означает «водяная корова», видовое — «гигантская») виду дал шведский биолог А. Я. Ретциус в 1794 году.
Важный вклад в изучение морской коровы внёс американский зоолог норвежского происхождения, биограф Стеллера Леонард Штейнегер, проведший на Командорах исследования в 1882—1883 годах и собравший большое количество костей этого животного.

## Облик и строение

### Внешность и особенности строения

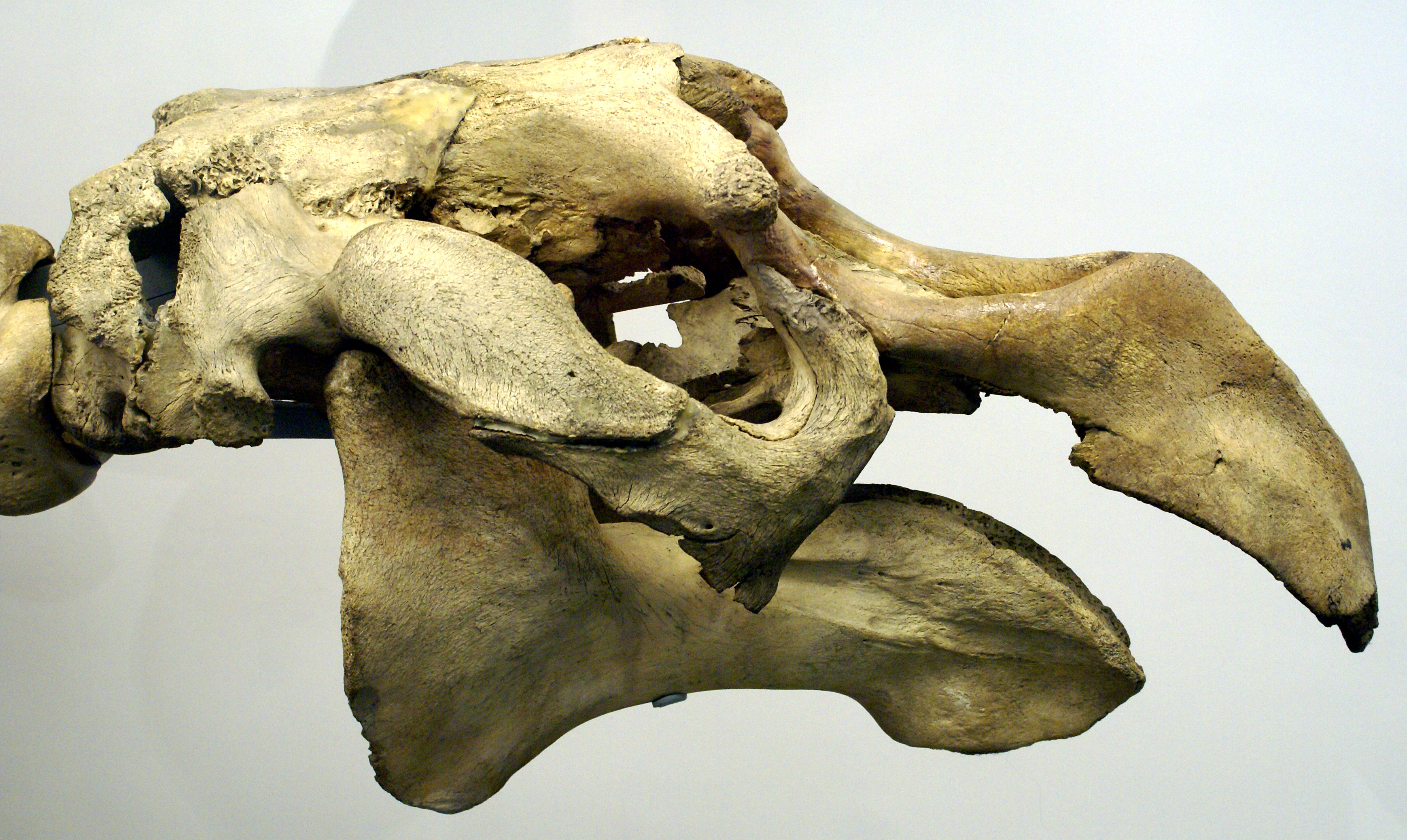
Череп стеллеровой коровы

Внешность капустницы была характерной для всех сиреновых, за исключением того, что стеллерова корова намного превосходила своих сородичей по размеру. Тело животного было толстым и вальковатым. Голова была в сравнении с размерами тела очень небольшой, причём корова могла свободно двигать головой как в стороны, так и вверх-вниз. Конечности представляли собой сравнительно короткие закруглённые ласты с суставом посередине, оканчивавшиеся роговым наростом, который сравнивали с конским копытом. Тело оканчивалось широкой горизонтальной хвостовой лопастью с выемкой посередине.
Кожа стеллеровой коровы была голой, складчатой и чрезвычайно толстой и, по выражению Стеллера, напоминала кору старого дуба. Цвет её был от серо- до тёмно-коричневого, иногда с беловатыми пятнами и полосами. Один из немецких исследователей, изучавший сохранившийся кусок кожи стеллеровой коровы, установил, что по прочности и эластичности она близка к резине современных автомобильных покрышек. Возможно, такое свойство кожи было защитным приспособлением, спасавшим животное от ранений о камни в прибрежной зоне.
Ушные отверстия были настолько маленькими, что почти терялись среди складок кожи. Глаза были также очень небольшими, по описаниям очевидцев — не больше, чем у овцы. Мягкие и подвижные губы были покрыты вибриссами толщиной со стержень куриного пера. Верхняя губа была нераздвоенной. Зубов у стеллеровой коровы не было вовсе. Пищу капустница перетирала с помощью двух роговых пластин белого цвета (по одной на каждой челюсти). Шейных позвонков было, по разным данным, 6 или 7. Судя по найденным скелетам, в позвоночнике было порядка 50 позвонков (не считая грудного).

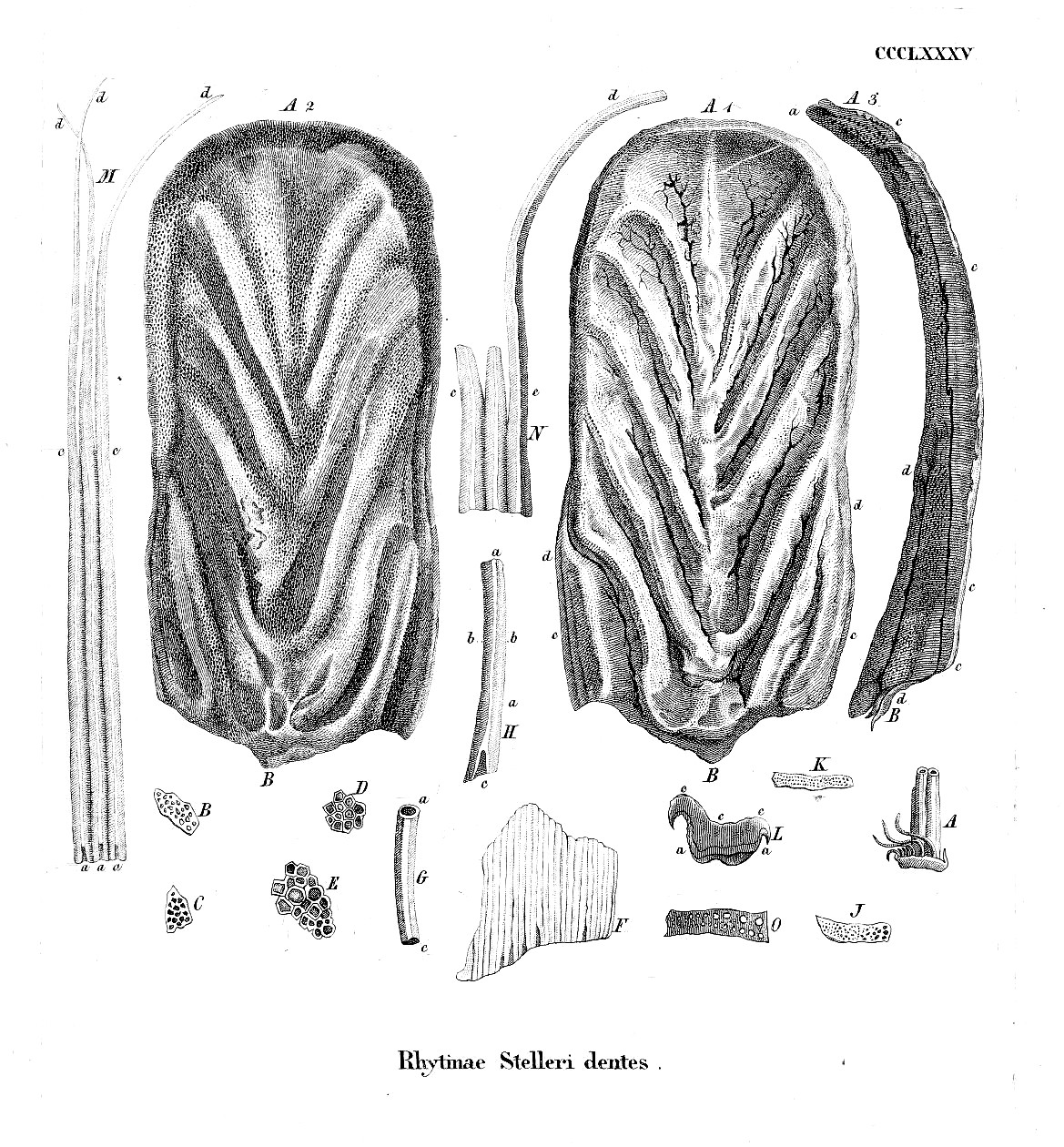
Зубные пластины стеллеровой коровы (рисунок ок. 1835 г.)

Наличие у стеллеровой коровы выраженного полового диморфизма остаётся невыясненным. Однако самцы были, по-видимому, несколько крупнее самок.
Стеллерова корова практически не подавала звуковых сигналов. Она обычно лишь фыркала, выдыхая воздух, и только будучи раненой могла издавать громкие стонущие звуки. Видимо, это животное обладало хорошим слухом, о чём свидетельствует значительное развитие внутреннего уха. Впрочем, коровы почти никак не реагировали на шум подплывавших к ним лодок.

### Размер
Стеллерова корова была очень крупным животным. Сам Стеллер, детально описавший самку коровы, оценивал длину её тела в 295 дюймов (около 7,5 м). Самая большая документально зафиксированная длина морской коровы составляет 7,88 м. У самки длиной 7,42 м окружность шеи и затылка составляла 204 см, окружность туловища на уровне плеч 3,67 м, наибольшая окружность туловища посредине в задней части брюха 6,22 м, длина хвоста от анального отверстия до хвостовых лопастей 192,5 см, окружность хвостового стебля в месте отхождения лопастей 143 см, расстояние между концами хвостовых лопастей 199 см. Высказывались предположения, что длина морских коров могла быть заметно большей, но некоторые учёные полагают, что 7,9 м были уже верхним пределом; тем не менее, называется и длина в 9—10 м. В обхвате самка, измеренная Стеллером, имела 22 фута (6,6 м).
Что касается массы тела, то она была весьма значительной — порядка нескольких тонн. В разных источниках приводятся варьирующие цифры: около 4 т, 4,5—5,9 т, до 10 т или от 5,4 до 11,2 т, то есть стеллерова корова могла быть даже тяжелее африканского слона. Вес самки, измеренной Стеллером, был около 3,5 т. В любом случае стеллерова корова по весу была, видимо, на первом месте среди всех млекопитающих, ведших водный образ жизни, за исключением китообразных (превосходя по среднему весу даже такого гиганта, как южный морской слон).

## Особенности поведения
Бо́льшую часть времени стеллеровы коровы кормились, медленно плавая на мелководье, часто используя передние конечности для опоры на грунт. Они не ныряли, и их спины постоянно высовывались из воды. На спину коровам часто садились морские птицы, выклёвывавшие из складок кожи прикреплявшихся там ракообразных (китовых вшей). Коровы подходили так близко к берегу, что иногда до них можно было дотянуться руками. Обычно самка и самец держались вместе с детёнышем-сеголетком и молодым прошлого года, в целом же коровы обычно держались многочисленными стадами. В стаде молодняк находился в середине. Привязанность животных друг к другу была весьма сильной. Описано, как самец в течение трёх дней приплывал к убитой самке, лежавшей на берегу. Так же вёл себя и детёныш другой самки, забитой промышленниками. О размножении капустниц известно мало. Стеллер писал, что морские коровы моногамны, спаривание происходило, по-видимому, весной.
Стеллеровы коровы кормились исключительно морскими водорослями, в изобилии росшими в прибрежных водах, прежде всего морской капустой (отчего и произошло название «капустница»). Кормящиеся коровы, срывая водоросли, держали голову под водой. Через каждые 4—5 минут они поднимали голову за новой порцией воздуха, издавая при этом звук, несколько напоминавший лошадиное фырканье. В местах, где коровы кормились, волны выбрасывали на берег в большом количестве нижние части талломов («корни» и «стебли») поедаемых ими водорослей, а также помёт, похожий на конский навоз. Во время отдыха коровы лежали на спине, медленно дрейфуя в тихих заливах. В целом поведение капустниц отличалось исключительной медлительностью и апатией, они совершенно не опасались людей. Зимой коровы сильно худели, так, что наблюдатель мог пересчитать их рёбра.

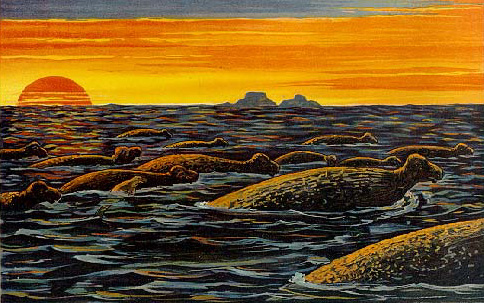
Пасущиеся стеллеровы коровы в представлении художника

Продолжительность жизни стеллеровой коровы, как и у её ближайшего родственника дюгоня, могла достигать девяноста лет. Естественные враги этого животного не описаны, но Стеллер говорил о случаях гибели коров подо льдом зимой. Он также говорил, что в шторм капустницы, если они не успевали отойти от берега, часто погибали от ударов о камни при сильном волнении.

## Состояние поголовья на момент открытия
Подсчёты, сделанные в 1880-е годы Штейнегером, говорят, что поголовье стеллеровой коровы во всём их ареале на момент открытия этого вида едва ли превышало полторы тысячи особей. В 2006 году была проведена оценка всех факторов, которые могли привести к быстрому исчезновению коров. Результаты показали, что при первоначальной численности в полторы тысячи животных, одной лишь хищнической добычи нескольких сот особей в год было более чем достаточно для истребления капустниц в течение двух-трёх десятилетий.
Согласно оценкам 2002—2004 годов, при существовавшей численности морских коров, безопасной для их поголовья была бы лишь добыча не более 17 голов в год. Однако подсчитано, что промышленники вылавливали в среднем по 123 коровы ежегодно в период между 1743 и 1763 годами. Пик забоя коров пришёлся на 1754 год, когда было убито свыше 500 голов. При первоначальном поголовье в полторы тысячи экземпляров такой темп добычи должен был привести к 95 % исчезновению коров к 1756 году. То, что последние коровы исчезли около 1768 года, говорит, видимо, о наличии ещё одной популяции у острова Медный; в этом случае общая численность могла быть около 2900 голов.

## Ареал
Согласно некоторым исследованиям, ареал стеллеровой коровы значительно расширился в период пика последнего оледенения (около 20 тыс. лет назад), когда Северный Ледовитый океан был отделён от Тихого сушей, находившейся на месте современного Берингова пролива, — так называемой Берингией. Климат в северо-западной части Тихого океана был суше и холоднее современного, а уровень мирового океана ниже, что позволило стеллеровой корове расселиться далеко на север вдоль побережья Азии и Северной Америки по обширным мелководьям Берингии. В более южных и тёплых районах Азии она, вероятнее всего, была истреблена древними людьми уже тысячи лет назад.

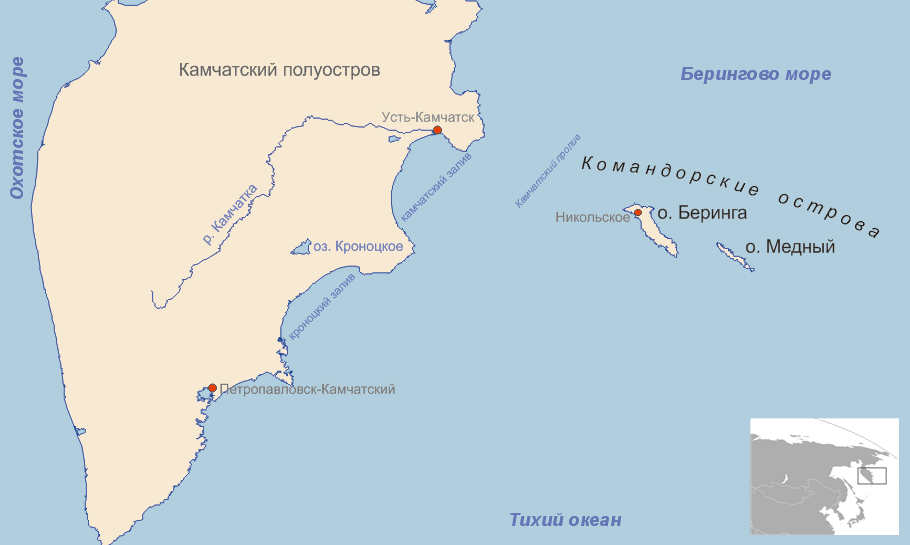
Командорские острова и ближайшая часть Камчатки

Ископаемые находки, относящиеся к позднему плейстоцену (130 - 20 тыс. лет назад), подтверждают факт широкого распространения стеллеровых коров в этой географической зоне, от островов Рюкю (Япония) до берегов Калифорнии. Обитание стеллеровой коровы в ограниченном ареале у незаселённых людьми Командорских островов относится уже к наступлению голоцена. Исследователи не исключают, что в других местах корова исчезла ещё в доисторическое время из-за преследования местными охотничьими племенами. Для первобытных людей стеллерова корова была лёгкой и желанной добычей, при этом алеуты появились на Аляске более 8700 лет назад. Однако некоторые американские исследователи полагали, что ареал стеллеровой коровы в прибрежной материковой части Северной Америки мог сократиться еще раньше, 11 - 12 тыс. лет назад, из-за истребления первобытными охотниками. Российские генетики, исследовав палеоДНК, извлечённую из полуископаемых костей одной из последних коров на Командорских островах, датированных XVIII веком, пришли к выводу, что ареал стеллеровой коровы, из-за потепления климата и затопления прибрежных мелководий в начале голоцена, вероятно, резко сократился и распался на изолированные участки, что привело к снижению генетического разнообразия и численности этого вида еще до воздействия первобытного человека. Неизвестно, привело бы это в итоге к вымиранию коровы, но это сделало малочисленные изолированные популяции стеллеровых коров уязвимыми перед охотниками.  Не вызывает сомнений тот факт, что последняя популяция стеллеровых коров у Командорских островов истреблена людьми, а низкое генетическое разнообразие не мешало этой популяции существовать тысячи лет до момента её открытия человеком и безжалостного истребления всего за несколько десятилетий.
Данные, приводимые специалистами Международного союза охраны природы (МСОП), утверждают, что стеллерова корова в XVIII веке, скорее всего, обитала также и у западных Алеутских островов, хотя советские источники более ранних лет указывали, что данные об обитании коров в местах за пределами их известного ареала основаны только на находках их трупов, выброшенных морем. В 1960—70-е годы отдельные ископаемые кости стеллеровой коровы были найдены также в Японии и в Калифорнии. Единственная известная находка сравнительно полных скелетов капустницы за пределами её известного ареала была сделана в 1969 году на острове Амчитка (Алеутская гряда); возраст трёх найденных там скелетов оценивался в 125—130 тысяч лет. В 1971 году появилась информация о находке левого ребра морской коровы при раскопках эскимосского стойбища XVI века на Аляске в бассейне реки Ноатак, за 2000 км от Командорских островов. Был сделан вывод, что в позднем плейстоцене стеллерова корова была широко распространена у Алеутских островов и побережья Аляски, пока климат этого района был достаточно холодным и сухим, и уровень моря был ниже современного. Возможные следы преследования стеллеровых коров древними людьми в прибрежной зоне теперь скрыты из-за поднятия уровня моря в голоцене. Корова, скелет которой был найден на острове Амчитка, несмотря на молодой возраст, по размеру не уступала взрослым экземплярам с Командорских островов.

## Экологические связи стеллеровой коровы
Значительной была роль стеллеровой коровы в экологическом балансе, прежде всего, из-за поедания этим животным значительного количества водорослей. В местах, где морские коровы выедали водоросли, увеличивалась численность морских ежей, составляющих основу питания каланов. Не исключено, что благодаря снижению количества водорослей облегчалась и подводная охота на рыбу стеллерова баклана (поэтому возможно, что исчезновение стеллеровой коровы послужило косвенно одной из главных причин вымирания этой птицы). Отмечается, что доисторический ареал стеллеровой коровы совпадал с ареалом калана. В целом специалисты полагают, что экологическая взаимосвязь стеллеровой коровы и калана была значительной. Истребление промышленниками каланов у Командор могло стать дополнительным фактором вымирания капустниц.
Когда морские коровы исчезли, крупные водоросли образовали в прибрежной полосе Командорских островов сплошные заросли. Результатом этого стали застой прибрежных вод, их бурное «цветение» и так называемые красные приливы, названные так из-за красного цвета воды вследствие интенсивного размножения одноклеточных водорослей-динофлагеллят. Токсины (некоторые из которых сильнее яда кураре), вырабатываемые отдельными видами динофлагеллят, могут накапливаться в организме моллюсков и других беспозвоночных животных, по трофической цепи доходя до рыб, каланов и морских птиц, и приводить к их гибели.

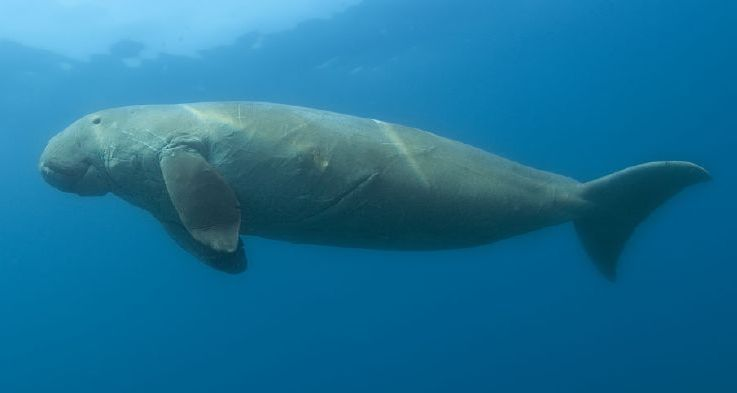
Дюгонь — ближайший родственник стеллеровой коровы

## Родство с другими сиреновыми
Стеллерова корова — типичный представитель сиреновых. Её наиболее ранним известным предком являлась, по-видимому, дюгонеобразная миоценовая морская корова Dusisiren jordani, ископаемые остатки которой описаны в Калифорнии. Изучение митохондриальных ДНК показало, что эволюционное расхождение морских коров и дюгоней произошло не позднее 22 млн лет назад. Непосредственным предком капустницы может считаться морская корова Hydrodamalis cuestae, обитавшая в позднем миоцене, около 5 млн лет назад.
Ближайшим современным родственником стеллеровой коровы является, скорее всего, дюгонь. Стеллерова корова причислена к одному с ним семейству дюгоневые, однако она выделяется в отдельный род Hydrodamalis. Все сирены образуют сестринскую группу по отношению к хоботным.

## Истребление

### Забой стеллеровых коров людьми
Прибывавшие на Командорские острова промышленники, добывавшие там каланов, и исследователи охотились на стеллеровых коров ради их мяса. Забой капустниц был простым делом — эти вялые и малоподвижные, не способные нырять животные не могли уйти от преследовавших их на лодках людей. Загарпуненная корова, однако, часто проявляла такую ярость и силу, что охотники стремились отплыть от неё подальше. По словам Стеллера,
Эти ненасытные животные едят без перерыва и из-за исключительной жадности к еде держат голову всё время под водой, таким образом мало беспокоятся о своей жизни и безопасности, и на лодке можно плавать между ними и выбирать то, что нужно вытащить из моря.
Обычным способом ловли стеллеровых коров была добыча с помощью ручного гарпуна. Иногда их убивали и с применением огнестрельного оружия. Способ вылова стеллеровых коров весьма подробно был описан Стеллером:
Мы ловили их, пользуясь большим железным крюком, наконечник которого напоминал лапу якоря; другой его конец мы прикрепляли с помощью железного кольца к очень длинному и крепкому канату, который тащили с берега тридцать человек... Загарпунив морскую корову, моряки старались сразу же отплыть в сторону, чтобы раненое животное не опрокинуло или не разломало ударами мощного хвоста их лодку. После этого люди, оставшиеся на берегу, принимались натягивать канат и настойчиво тащить к берегу отчаянно сопротивлявшееся животное. Люди в лодке тем временем подгоняли животное с помощью другого каната и изнуряли его постоянными ударами, до тех пор, пока оно, выбившись из сил и совершенно неподвижное, не вытаскивалось на берег, где ему уже наносили удары штыками, ножами и другими орудиями. Иногда большие куски отрезались от живого животного и она, сопротивляясь, с такой силой била по земле хвостом и плавниками, что от тела даже отваливались куски кожи... Из ран, нанесённых в задней части туловища, кровь струилась ручьём. Когда раненое животное находилось под водой, кровь не фонтанировала, но стоило ему высунуть голову, чтобы схватить глоток воздуха, как поток крови возобновлялся с прежней силой...
При таком способе лова в руки людей попадала лишь часть коров, остальные погибали в море от ран — по некоторым подсчётам, охотники получали только одну из пяти загарпуненных капустниц.
С 1743 по 1763 год на Командорских островах зимовали несколько партий мехопромышленников общей численностью до пятидесяти человек. Все они охотились на морских коров ради мяса. К 1754 году морские коровы были полностью истреблены у Медного острова. Считается, что последнюю корову у острова Беринга убил промышленник по фамилии Попов в 1768 году. В том же году исследователь Мартин Зауэр сделал в своём журнале запись об их полном отсутствии у этого острова.
Существует информация, что один из членов экспедиции Беринга, некий Яковлев, утверждал, что в 1755 году руководство поселения на о. Беринга издало указ о запрете охоты на морских коров. Однако к тому моменту местная популяция была уже, очевидно, уничтожена почти вся.

### Употребление в пищу
Основной целью охоты на стеллерову корову была добыча мяса. Один из участников экспедиции Беринга говорил, что от забитой коровы можно было получить до трёх тонн мяса. Известно, что мяса одной коровы хватало для пропитания тридцати трёх человек в течение месяца. Забитых коров употребляли не только зимовавшие партии, их также обычно брали с собой в качестве провизии отплывавшие суда. Мясо морских коров было, по отзывам пробовавших, превосходного вкуса. Стеллер писал:
Жир не маслянист, а жестковат, бел, как снег; если он полежит несколько дней на солнце, то становится приятно жёлтым, как лучшее голландское масло. Топлёный, он превосходит вкусом лучший говяжий жир; ...исключительно приятен запахом и весьма питателен, так что мы пили его чашками, не испытывая никакого отвращения. Хвост состоит почти исключительно из жира. Мясо детёнышей напоминает поросёнка, мясо взрослых — телятину; оно варится в течение получаса и при этом так разбухает, что увеличивается в объёме почти вдвое. Мясо старых животных не отличить от говядины... Насколько целебно оно для питания, мы вскоре испытали на себе, особенно те, кто пострадал от последствий цинги.
Внутренности стеллеровой коровы (сердце, печень, почки) не отличались хорошими вкусовыми качествами, были жёсткими и, как писал Стеллер, обычно выбрасывались. Вытопленный из подкожного сала жир шёл не только в пищу, но употреблялся также для освещения. Налитый в лампу, он горел без запаха и копоти. Прочная и толстая кожа капустниц шла на изготовление лодок.

## Сохранившиеся скелеты и кости
Костные остатки стеллеровых коров изучены достаточно полно. Их кости не являются редкостью, поскольку до настоящего времени попадаются людям на Командорских островах. В музеях всего мира находится значительное число костей и скелетов этого животного — согласно некоторым данным, такими экспонатами обладают пятьдесят девять мировых музеев. Сохраняются также несколько остатков шкуры морской коровы. Муляжи стеллеровой коровы, реконструированные с высокой степенью точности, имеются во многих музеях. Среди этого количества экспонатов есть несколько хорошо сохранившихся скелетов:
Из хранящихся в музеях костей были взяты образцы для секвенирования генома Стеллеровой коровы. В апреле 2021 года группой российских ученых был опубликован ядерный геном этого животного. Авторы анализа генома стеллеровой коровы предположили, что вымирание этого животного началось гораздо раньше прибытия первых людей в район Берингова моря. Анализ последовательности генома показал, что гетерозиготность последней популяции этого животного низка и сравнима с последней популяцией шерстистого мамонта, населявшей остров Врангеля несколько тысяч лет назад. В то же время, гетерозиготность современных популяций белого медведя, белухи и нарвала еще ниже, чем у стеллеровых коров в XVIII веке.

### Бывший СССР

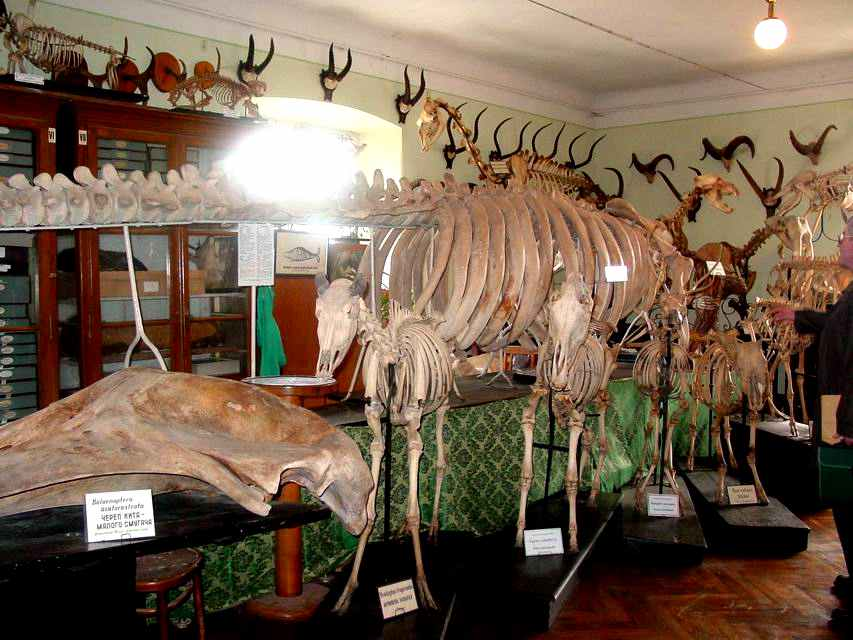
Скелет стеллеровой коровы в Зоологическом музее имени Бенедикта Дыбовского во Львове

- Зоологический музей Московского университета — скелет, собранный в 1837 году.
- Зоологический музей Зоологического института РАН в Санкт-Петербурге — неполный скелет особи длиной 6,87 м (найден в 1855 году).
- Биологический музей имени К. А. Тимирязева — коллекция костей, полученных из экспедиции 1990 года.
- Палеонтологический музей в Киеве — полный скелет (1879—1882 годы).
- Зоологический музей при Национальном научно-природоведческом музее НАН Украины в Киеве — полный скелет (1879—1882 годы).
- Хабаровский краевой музей имени Н.И. Гродекова — почти полный скелет одной особи, к которому добавлены несколько костей другого экземпляра (1897—1898 годы).
- Харьковский музей природы — полный составной скелет (1879—1882 годы, некоторые элементы добавлены в 1970-е годы).
- Зоологический музей имени Бенедикта Дыбовского во Львове — полный скелет (1879—1882 годы).
- Алеутский краеведческий музей в селе Никольском на острове Беринга — практически полный скелет детёныша (обнаружен в 1986 году)[29].
- Иркутский областной краеведческий музей — два неполных скелета, в общем насчитывающие пятьдесят шесть костей (1879 год)[30].
- Музей Мирового океана — полный скелет, собранный из скелетов двух особей.

### США
- Вашингтон, Национальный музей естественной истории — составной скелет. Собран в 1883 году Штейнегером.
- Калифорнийский университет в Беркли — почти полный скелет, составленный из костей нескольких особей (приобретён в 1904 году).
- Музей сравнительной зоологии (часть Гарвардского музея естественной истории при Гарвардском университете в штате Массачусетс — почти полный составной скелет (вероятно, из костей, собранных Штейнегером).

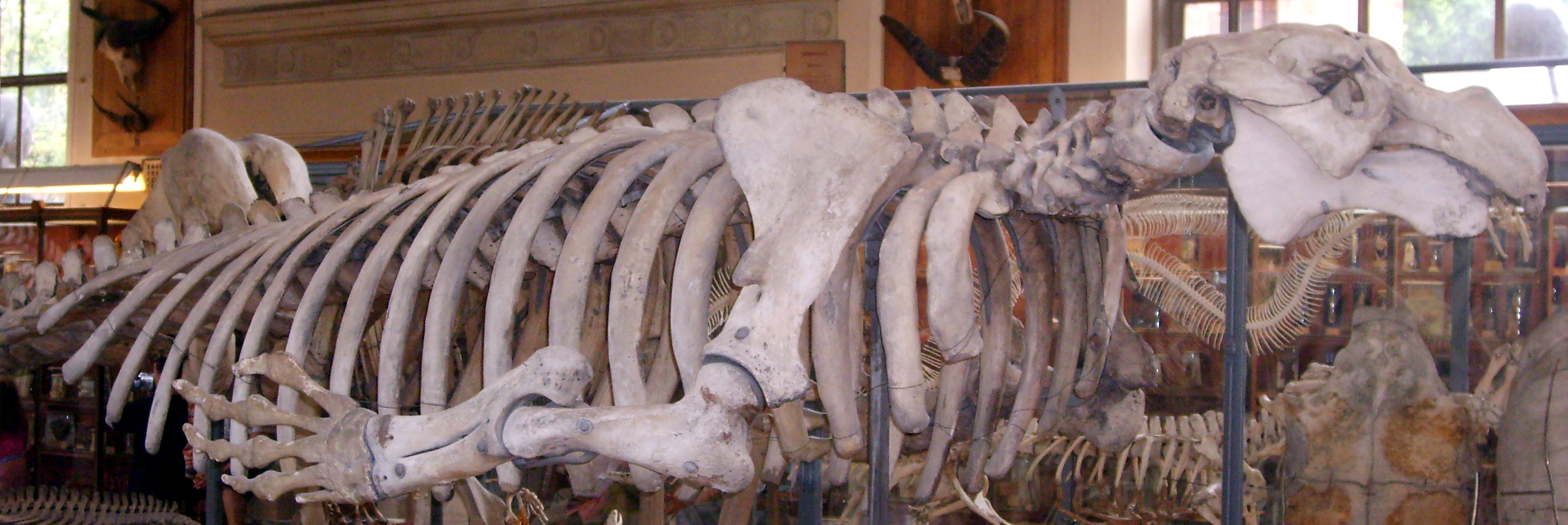
Скелет стеллеровой коровы в Национальном музее естественной истории в Париже

### Европа
- Лондонский музей естествознания — полный скелет, составленный из костей двух особей (приобретён в 1882 году).
- Музей Эдинбурга[англ.] — почти полный составной скелет (найден на о. Медный российским учёным Д. Ф. Синицыным, доставлен в Великобританию в 1897 году).
- Национальный музей естественной истории в Париже — два почти полных составных скелета (приобретены в 1898 году).
- Музей естествознания в Вене — почти полный составной скелет (1897 год).
- Шведский музей естественной истории в Стокгольме — неполный скелет (из костей, собранных в 1879 году экспедицией А. Норденшельда на барке «Вега»).
- Музей естественной истории[англ.] при Хельсинкском университете — полный скелет молодой особи длиной 5,3 м, умершей по естественным причинам. Составлен из костей, собранных в 1861 году Главным правителем Российско-Американской Компании (фактически губернатором русской Аляски) И. В. Фуругельмом.

## Возможность сохранности до наших дней
Стеллерова корова признана вымершей; статус её популяции согласно Международной красной книге — исчезнувший вид (англ. Extinct). Тем не менее, иногда встречается мнение, что ещё некоторое время после 1760-х годов морские коровы изредка попадались туземцам российского Дальнего Востока. Так, в 1834 году два русско-алеутских креола утверждали, что на побережье острова Беринга видели «тощее животное с конусообразным туловищем, маленькими передними конечностями, которое дышало ртом и не имело задних плавников». Подобные сообщения, по словам некоторых исследователей, в XIX веке были довольно часты.
Несколько свидетельств, оставшихся неподтверждёнными, относятся даже к XX столетию. В 1962 году члены команды советского китобойца якобы наблюдали в Анадырском заливе группу из шести животных, описание которых было похоже на облик стеллеровой коровы. В 1966 году заметка о наблюдении капустницы была опубликована в газете «Камчатский комсомолец». В 1976 году в редакцию журнала «Вокруг света» поступило письмо от камчатского метеоролога Ю. В. Коева, который говорил, что видел капустницу у мыса Лопатка:
Могу утверждать, что в августе 1976 года в районе мыса Лопатка видел стеллерову корову. Что мне позволяет сделать подобное заявление? Китов, косаток, тюленей, морских львов, котиков, каланов и моржей видел неоднократно. Это же животное не похоже ни на одно из вышеназванных. Длина около пяти метров. Плыло на мелководье очень медленно. Как бы перекатывалось наподобие волны. Сначала появлялась голова с характерным наростом, затем массивное тело и затем хвост. Да-да, что и привлекло моё внимание (кстати, есть свидетель). Потому что когда так плывут тюлень или морж, задние лапы у них прижаты друг к другу, и видно, что это ласты, а у этой был хвост наподобие китового. Такое впечатление,... что выныривала каждый раз животом вверх, медленно перекатывая своё тело. И хвост ставила наподобие китовой «бабочки», когда кит уходит в глубину...
Ни одно из названных наблюдений не было подтверждено. Однако некоторые энтузиасты и криптозоологи даже в настоящее время полагают вероятным существование небольшой популяции стеллеровых коров в отдалённых и труднодоступных районах Камчатского края. Среди любителей ведётся дискуссия о возможности клонирования капустницы с использованием биологического материала, полученного из сохранившихся образцов кожи и костей. Если бы стеллерова корова сохранилась до современной эпохи, то, как пишут многие зоологи, при своём безобидном нраве она могла бы стать первым морским домашним животным.

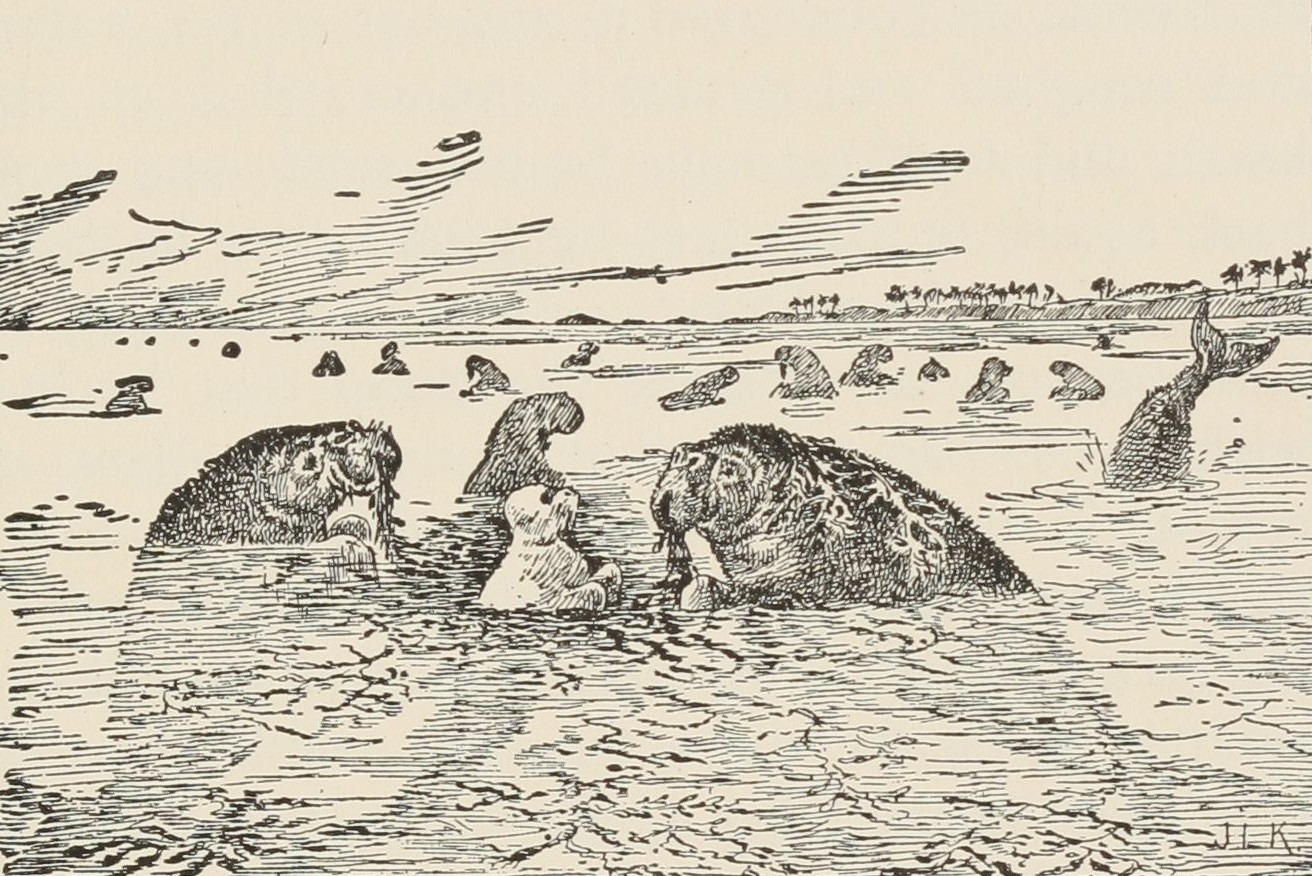
Иллюстрация к повести Р. Киплинга «Белый котик», изображающая морских коров (издание 1895 года)

## Стеллерова корова в культуре
Вероятно, наиболее известным случаем упоминания стеллеровой коровы в произведениях классической литературы является её образ в повести Редьярда Киплинга «Белый котик». В этом произведении главный герой, белый морской котик, встречается со стадом морских коров, которые уцелели в недоступном для людей заливе Берингова моря:
Создания и впрямь имели престранный вид и не похожи были ни на кита, ни на акулу, ни на моржа, ни на тюленя, ни на белуху, ни на нерпу, ни на ската, ни на спрута, ни на каракатицу. У них было веретенообразное туловище, футов двадцать или тридцать в длину, а вместо задних ластов — плоский хвост, ни дать ни взять лопата из мокрой кожи. Голова у них была самой нелепой формы, какую только можно вообразить, а когда они отрывались от еды, то начинали раскачиваться на хвосте, церемонно раскланиваясь на все стороны и помахивая передними ластами, как толстяк в ресторане, подзывающий официанта.